# Modena Football Club 1956-1957
Questa pagina raccoglie le informazioni riguardanti il Modena Football Club nelle competizioni ufficiali della stagione 1956-1957.

## Stagione
Nella stagione 1956-1957 il Modena disputò il sedicesimo campionato di Serie B della sua storia.

## Divise
| 1ª maglia |

## Organigramma societario
Area direttiva
- Presidente: Alessandro Bonaccini

Area tecnica
- Allenatore: Giuliano Grandi (fino al 17 dicembre 1956), poi Manlio Bacigalupo[2]

## Rosa
| N. |                   | Ruolo | Calciatore            |
| -- | ----------------- | ----- | --------------------- |
|    | Italia (bandiera) | P     | Luigi Brotto          |
|    | Italia (bandiera) | P     | Mario Grandi          |
|    | Italia (bandiera) | D     | Renato Braglia        |
|    | Italia (bandiera) | D     | Gianni Grossi         |
|    | Italia (bandiera) | D     | Franco Martinelli (I) |
|    | Italia (bandiera) | D     | Araldo Pirola         |
|    | Italia (bandiera) | C     | Osvaldo Biancardi     |
|    | Italia (bandiera) | C     | Claudio Govoni        |
|    | Italia (bandiera) | C     | Oriello Lugli         |
|    | Italia (bandiera) | C     | Angelo Ottani         |
|    | Italia (bandiera) | C     | Lino Sentimenti (VI)  |
|    | Italia (bandiera) | C     | Euro Zambarda         |

| N. |                   | Ruolo | Calciatore                |
| -- | ----------------- | ----- | ------------------------- |
|    | Italia (bandiera) | A     | Gianni Barbolini (II)     |
|    | Italia (bandiera) | A     | Giancarlo Bolognesi       |
|    | Italia (bandiera) | A     | Fulvio Castaldi           |
|    | Italia (bandiera) | A     | Fulvio Fonda              |
|    | Italia (bandiera) | A     | Gaetano Gaeta             |
|    | Italia (bandiera) | A     | Gianni Goldoni            |
|    | Italia (bandiera) | A     | Guido Klein               |
|    | Italia (bandiera) | A     | Luigi Martinelli (II)     |
|    | Italia (bandiera) | A     | Adelmo Ponzoni            |
|    | Italia (bandiera) | A     | Luigi Scarascia           |
|    | Italia (bandiera) | A     | Vittorio Sentimenti (III) |

## Risultati

### Serie B

#### Girone d'andata
| Arbitro: | Pieri (Trieste) |

|                    |           |                                       |
| Bolognesi 62’, 65’ | Marcatori | 10’ Tinazzi 31’ Redegalli 75’ Manenti |

| Arbitro: | Annoscia (Bari) |

|  |           |                    |
|  | Marcatori | 22’ (rig.) Colombo |

| Parma 30 settembre 1956 | Parma                 | 0 – 0 | Modena | Stadio Ennio Tardini\| Arbitro: \| De Gregorio (Legnano) \| |
| Arbitro:                | De Gregorio (Legnano) |       |        |                                                             |

| Arbitro: | Mori (Cremona) |

|                          |           |               |
| Sentimenti VI 86’ (rig.) | Marcatori | 53’ Baccalini |

| Arbitro: | Canepa (Genova) |

|            |           |                             |
| Parodi 45’ | Marcatori | 77’ Gaeta 90’ Martinelli II |

| Arbitro: | Alterio (Roma) |

|                     |           |             |
| Gaeta 66’ Fonda 68’ | Marcatori | 60’ Fontana |

| Arbitro: | Rebuffo (Milano) |

|                  |           |             |
| Barison 19’, 88’ | Marcatori | 55’ Ponzoni |

| Arbitro: | Boati (Milano) |

|  |           |          |
|  | Marcatori | 64’ Nova |

| Arbitro: | Grignani (Milano) |

|                              |           |  |
| Ghiandi 8’ Larini 33’ (rig.) | Marcatori |  |

| Arbitro: | Baldassarre (Udine) |

|           |           |            |
| Gaeta 42’ | Marcatori | 1’ Rovatti |

| Arbitro: | De Robbio (Torre Annunziata) |

|                            |           |  |
| Pistorello 34’ Lusardi 68’ | Marcatori |  |

| Arbitro: | Mori (Cremona) |

|                                                    |           |                   |
| Manzino 2’, 35’ Baira 12’, 19’ (rig.) Piccioni 61’ | Marcatori | 31’ Martinelli II |

| Modena 30 dicembre 1956 | Modena          | 0 – 0 | Sambenedettese | Stadio Comunale\| Arbitro: \| Ubezio (Novara) \| |
| Arbitro:                | Ubezio (Novara) |       |                |                                                  |

| Arbitro: | Alterio (Roma) |

|  |           |          |
|  | Marcatori | 8’ Gaeta |

| Arbitro: | Boati (Milano) |

|           |           |           |
| Klein 55’ | Marcatori | 33’ Rossi |

| Arbitro: | Ferrari (Milano) |

|                               |           |                            |
| Ponzoni 2’ Scarascia 47’, 84’ | Marcatori | 22’ Darin 28’ Giammarinaro |

| Arbitro: | De Marchi (Pordenone) |

|                |           |  |
| Uzzecchini 25’ | Marcatori |  |

#### Girone di ritorno
| Arbitro: | Maghernino (San Severo) |

|                             |           |  |
| Traverso 45’ Albertelli 80’ | Marcatori |  |

| Arbitro: | Lo Bello (Siracusa) |

|          |           |               |
| Sala 38’ | Marcatori | 26’ Bolognesi |

| Arbitro: | Coppa (Mariano Comense) |

|                |           |  |
| Gaeta 52’, 69’ | Marcatori |  |

| Arbitro: | Gambarotta (Genova) |

|             |           |  |
| Mazzoni 20’ | Marcatori |  |

| Arbitro: | Piemonte (Monfalcone) |

|                                   |           |  |
| Fonda 44’ Bolognesi 81’ Lugli 83’ | Marcatori |  |

| Arbitro: | Adami (Roma) |

|                 |           |             |
| Bellini 1’, 66’ | Marcatori | 40’ Goldoni |

| Modena 17 marzo 1957 | Modena          | 0 – 0 | Venezia | Stadio Comunale\| Arbitro: \| Perego (Milano) \| |
| Arbitro:             | Perego (Milano) |       |         |                                                  |

| Arbitro: | Grillo (Afragola) |

|                    |           |  |
| Nova 4’ Crippa 74’ | Marcatori |  |

| Arbitro: | Jonni (Macerata) |

|               |           |             |
| Scarascia 25’ | Marcatori | 39’ Ghiandi |

| Arbitro: | Perego (Milano) |

|            |           |  |
| Rovatti 9’ | Marcatori |  |

| Arbitro: | Ubezio (Novara) |

|                       |           |            |
| Ponzoni 13’ Gaeta 27’ | Marcatori | 21’ Borghi |

| Arbitro: | Guarnaschelli (Pavia) |

|                                     |           |                 |
| Ponzoni 13’ Gaeta 28’ Scarascia 32’ | Marcatori | 24’ Cappello IV |

| Arbitro: | Coppa (Mariano Comense) |

|  |           |                         |
|  | Marcatori | 17’ Gaeta 73’ Scarascia |

| Arbitro: | Boati (Milano) |

|                    |           |  |
| Ponzoni 13’ (rig.) | Marcatori |  |

| Arbitro: | Corallo (Lecce) |

|             |           |  |
| Bernini 34’ | Marcatori |  |

| Taranto 9 giugno 1957 | Taranto        | 0 – 0 | Modena | Stadio Valentino Mazzola\| Arbitro: \| Mori (Cremona) \| |
| Arbitro:              | Mori (Cremona) |       |        |                                                          |

| Arbitro: | Piemonte (Monfalcone) |

|               |           |  |
| Scarascia 87’ | Marcatori |  |

## Statistiche

### Statistiche di squadra
| Competizione | Punti | In casa | In casa | In casa | In casa | In casa | In casa | In trasferta | In trasferta | In trasferta | In trasferta | In trasferta | In trasferta | Totale | Totale | Totale | Totale | Totale | Totale | DR |
| Competizione | Punti | G       | V       | N       | P       | Gf      | Gs      | G            | V            | N            | P            | Gf           | Gs           | G      | V      | N      | P      | Gf     | Gs     | DR |
| ------------ | ----- | ------- | ------- | ------- | ------- | ------- | ------- | ------------ | ------------ | ------------ | ------------ | ------------ | ------------ | ------ | ------ | ------ | ------ | ------ | ------ | -- |
| Serie B      | 31    | 17      | 8       | 6       | 3       | 23      | 14      | 17           | 3            | 3            | 11           | 9            | 23           | 34     | 11     | 9      | 14     | 32     | 37     | -5 |

### Statistiche dei giocatori[3]
| Giocatore           | Serie B  | Serie B |
| Giocatore           | Presenze | Reti    |
| ------------------- | -------- | ------- |
| G. Barbolini (III)  | 2        | 0       |
| O. Biancardi        | 33       | 0       |
| G. Bolognesi        | 22       | 4       |
| R. Braglia          | 11       | 0       |
| L. Brotto           | 13       | -?      |
| F. Castaldi         | 1        | 0       |
| F. Fonda            | 11       | 2       |
| G. Gaeta            | 26       | 9       |
| G. Goldoni          | 12       | 1       |
| C. Govoni           | 8        | 0       |
| M. Grandi           | 21       | -?      |
| G. Grossi           | 28       | 0       |
| G. Klein            | 15       | 1       |
| O. Lugli            | 24       | 1       |
| F. Martinelli (I)   | 23       | 0       |
| L. Martinelli (II)  | 9        | 2       |
| A. Ottani           | 16       | 0       |
| A. Pirola           | 22       | 0       |
| A. Ponzoni          | 32       | 5       |
| L. Scarascia        | 26       | 6       |
| L. Sentimenti (VI)  | 4        | 1       |
| V. Sentimenti (III) | 11       | 0       |
| E. Zambarda         | 4        | 0       |